# Nymphidium lisimaena
Nymphidium lisimaena är en fjärilsart som beskrevs av Jacob Hübner 1816. Nymphidium lisimaena ingår i släktet Nymphidium och familjen Riodinidae. Inga underarter finns listade i Catalogue of Life.